# Janssen Pharmaceutica
Janssen Pharmaceutica este o companie farmaceutică cu sediul în Beerse, Belgia, fiind deținută de către Johnson & Johnson. A fost fondată în anul 1953 de către Paul Janssen.